# ودلبرووک
ودلبرووک (به آلمانی: Weddelbrook) یک شهر در آلمان است که در زگه‌برگ واقع شده‌است. ودلبرووک ۱٬۰۲۶ نفر جمعیت دارد.